# BigBelly

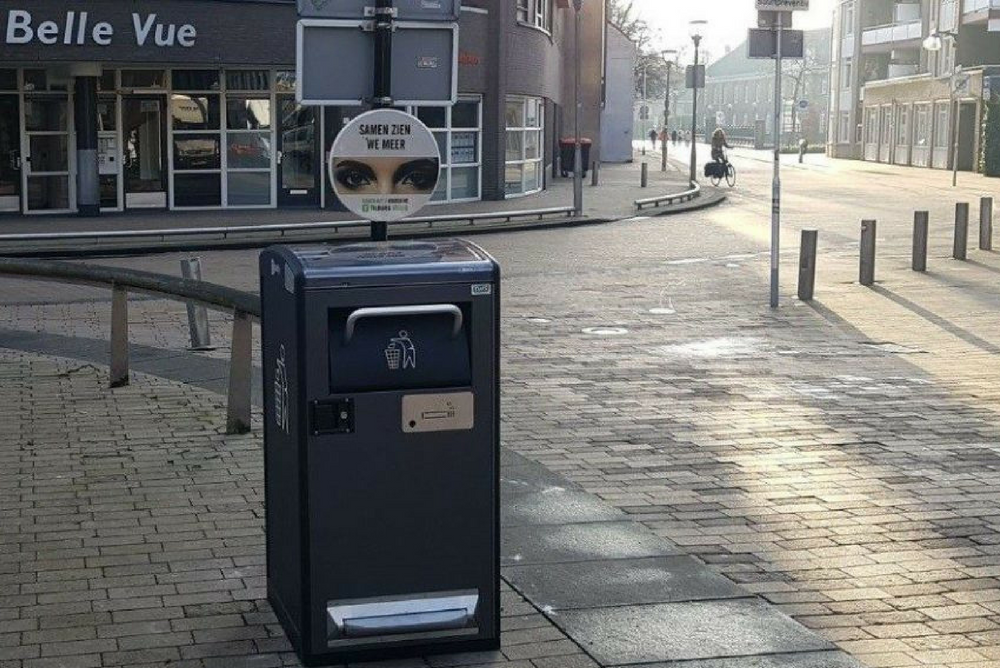
Een BigBelly container in Tilburg

De Bigbelly is een op zonne-energie werkende afvalcontainer, vervaardigd door het Amerikaanse bedrijf Bigbelly Solar voor gebruik op plekken in de (semi) openbare ruimte. De afvalcontainer werd ontworpen en oorspronkelijk vervaardigd in Needham, Massachusetts door Seahorse Power, een bedrijf dat in 2003 werd opgericht met als doel het verbruik van fossiele brandstoffen te verminderen. Vanwege het commerciële succes van de container veranderde Seahorse Power haar naam in BigBelly Solar.
Hoewel zonne-energie nog steeds een belangrijk kenmerk is, maakt het bedrijf ook afvalbakken voor gebruik op plaatsen waar er geen zon beschikbaar is, zoals binnen en onder de luifels en op stations. Ze benutten de gebruikelijke stroomvoorziening.

## De prullenbak
De bak heeft een inhoud van 700 liter. Het verdichtingsmechanisme oefent een kracht van 5,3 kN uit, waardoor de effectieve capaciteit met een factor 5 wordt vergroot. Het verdichtingsmechanisme wordt aangedreven door kettingen en gebruikt geen hydraulische vloeistoffen. Het mechanisme werkt op een 12 volt-accu, die door het zonnepaneel van 40 watt wordt opgeladen. Apparaten die gebruikmaken van draadloze technologie rapporteren hun status in het CLEAN-dashboard dat informatie geeft over afvalbeheer en administratie voor monitoring en route-optimalisatie. Zo geeft de BigBelly door wanneer hij vol is. Het bedrijf verkoopt ook recyclage-eenheden waarmee herbruikbare materialen single-stream of gescheiden kunnen worden verzameld. 
De eerste machine werd in 2004 in Vail, Colorado geïnstalleerd. 
Inmiddels zijn ze te vinden in 54 landen, waaronder ook Nederland.